# چبنیک
چبنیک (به لاتین: Trzebnik) یک سکونتگاه مسکونی در لهستان است که در Łagiewniki واقع شده‌است.

## خصوصیات
چبنیک ۱۰۰ نفر جمعیت دارد.